# Miho Manya
Miho Manya (万屋 美穂 Manya Miho?), född 5 november 1996, är en japansk fotbollsspelare som spelar för Mynavi Vegalta Sendai.
Miho Manya spelade 7 landskamper för det japanska landslaget.